# Synothele ooldea
Synothele ooldea is een spinnensoort uit de familie Barychelidae. De soort komt voor in Zuid-Australië.